# 国際医療福祉専門学校

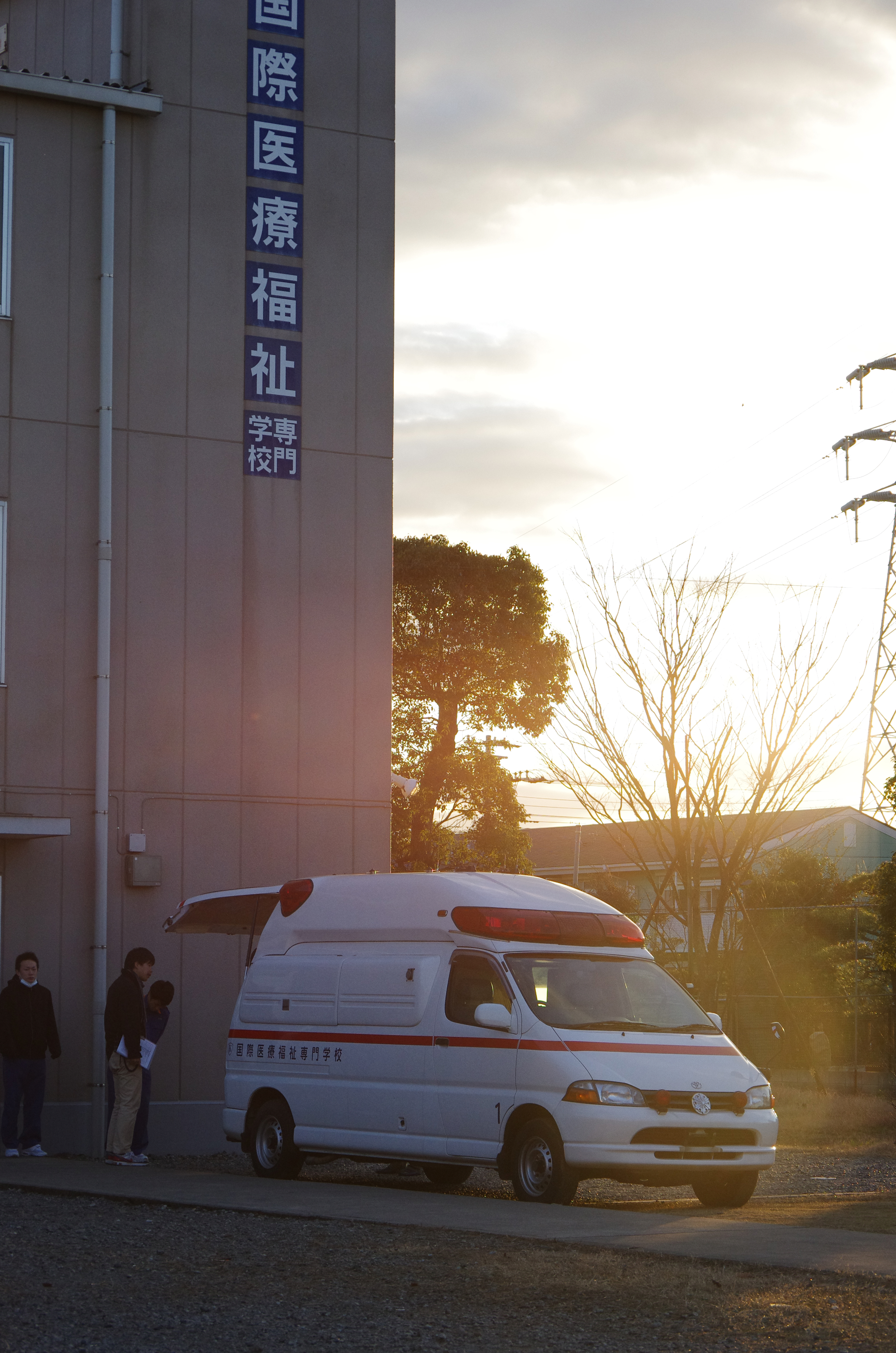
国際医療福祉専門学校

国際医療福祉専門学校（こくさいいりょうふくしせんもんがっこう）とは、千葉県千葉市中央区に本部を置く救急救命士・理学療法士を養成する専修学校。設置者は学校法人阿弥陀寺教育学園。
本校のほかに、石川県七尾市と岩手県一関市に分校を設置している。
栃木県に本部を置く国際医療福祉大学とは別法人で、無関係である。

## 概観
救急救命士の私立養成校としては全国で5番目（1997年）に運営開始されている。
救急救命学科は2年制の短期養成であるが、民間養成の救急救命士専門学校として初めて解剖学の実習を取り入れる（千葉大学と連携）など、独自の教育システムを取り入れている。ICTに強い救急救命士養成校としての再スタートを切っている。
マラソン救護のボランティアや地域学校のスクールBLSの指導（H24年、年間2700人に指導実績）、救急車同乗実習、水難救助の演習など現場に即した教育を意識して行っている。2004年には理学療法学科を開設。また、産学協同にも力を入れており、2011年心肺蘇生の音声誘導デバイスERVを開発している。
2012年よりICT教育環境導入プロジェクト開始。学科HPを別途JIMDOで教員が作成運用開始。各種SNSにて情報発信。
2014年 第10回記念全国学生救急救命選手権大会主催HP管理運用開始。
2014年度救命学科入校生より救急救命士養成校として全国初の1人1台iPadを無料配布決定。学内ネットワークやインタラクティブプロジェクタ等の整備開始を決定した。
2014年4月よりインタラクティブ授業環境を導入の為救命学科全教室を改造。17期生に51台のiPadAirwi-fiモデルを日本の救急救命士養成校として初めて無償配布し、AppleConfigulatorによるiPad管理および授業使用APPの在籍中無償配布を開始。（理学療法学科Wi-Fi整備）、持ち込み学生iOSデバイスを接続可。年2回のICT公開授業及び、年2回（夏・冬）現場救急救命士による外部実技評価試験を公開。
iOSコンソーシアム教育WG参加。第2回名古屋次世代クラスフォーラム発表。
理学療法学科は以前よりウィンドウズPCをBYODにて使用している。

## 所在地

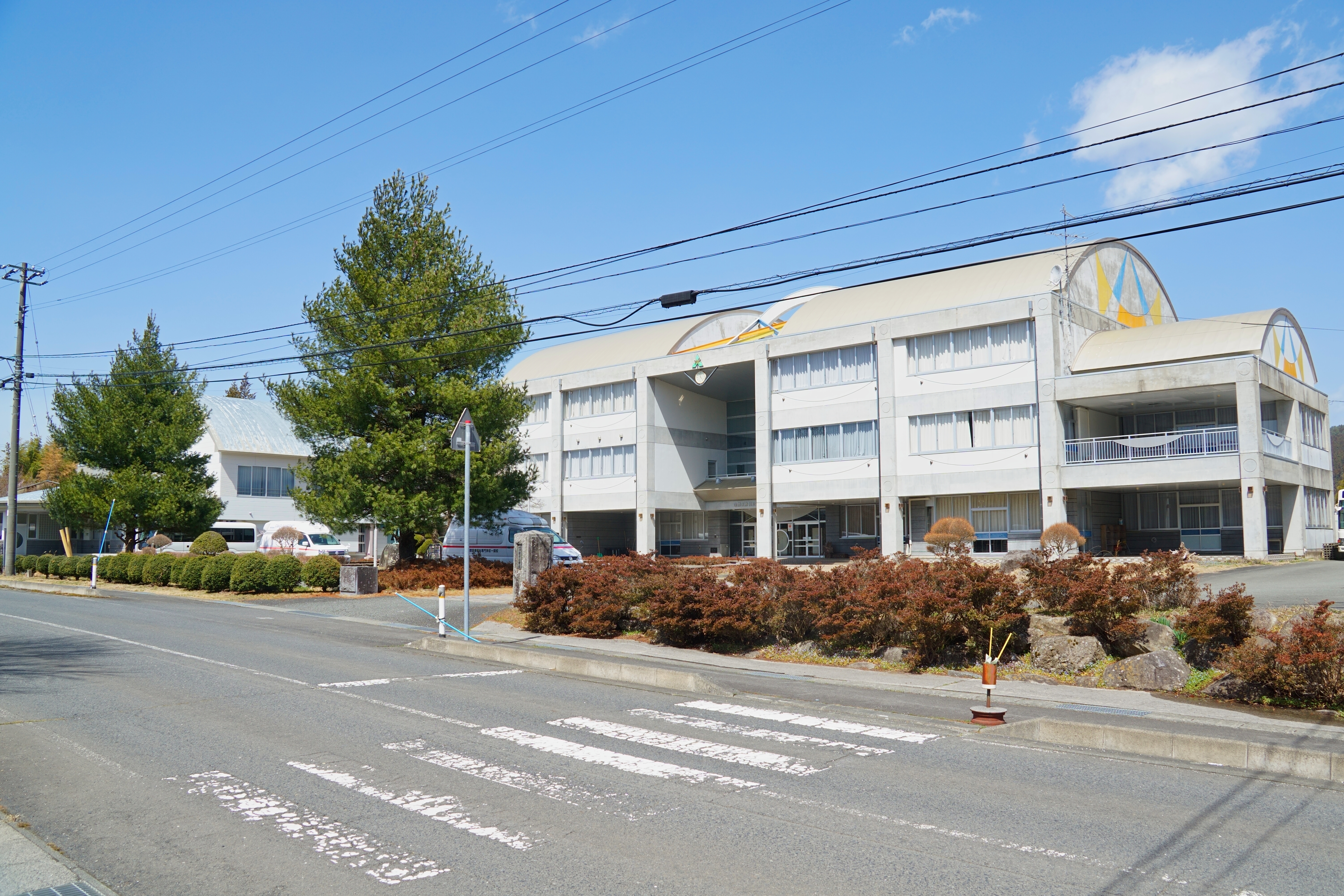
一関校室根校舎（旧：一関市立釘子小学校）

- 千葉校：〒260-0825 千葉県千葉市中央区村田町336-8
- 七尾校：〒926-0816 石川県七尾市藤橋町西部1番地
- 一関校
  - 室根校舎：〒029-1202 岩手県一関市室根町矢越字沼田78-2
  - 大東校舎：〒029-0523 岩手県一関市大東町摺沢字観音堂25

## 設置学科

### 千葉校
- 救急救命学科（2年制）定員80名（1to1iPad配布によるICT化済み）
- 理学療法学科（3年制）定員40名（BYODWindowsPC）

### 七尾校
- 理学療法学科（3年制）定員35名
- 作業療法学科（3年制）定員35名
- 救急救命学科（3年制）定員35名
- 介護福祉学科（2年制）定員30名

### 一関校

#### 室根校舎
- 救急救命学科（2年制）定員40名

#### 大東校舎
- 理学療法学科（3年制）定員40名